# Institut Jean-Le-Rond-d'Alembert
Pour les articles homonymes, voir Jean Le Rond d'Alembert et D'Alembert (homonymie).
 (septembre 2009).
Si vous disposez d'ouvrages ou d'articles de référence ou si vous connaissez des sites web de qualité traitant du thème abordé ici, merci de compléter l'article en donnant les références utiles à sa vérifiabilité et en les liant à la section « Notes et références ».
L'institut Jean-Le-Rond-d'Alembert (∂’Alembert)  est un laboratoire de recherche dans les domaines de la mécanique, de l’acoustique et de l’énergétique situé à Paris, sous tutelle de Sorbonne-Université et du CNRS, également soutenu par le Ministère de la Culture.

## Histoire
Le laboratoire a été créé en 2007 lors d'un regroupement de cinq anciens laboratoires (laboratoire de modélisation en mécanique, laboratoire d’acoustique musicale, laboratoire de mécanique physique, laboratoire d’énergétique et mécanique des fluides internes, laboratoire de mécanique, matériaux et structures) et compte près de 170 personnes. Il porte le nom de Jean le Rond d’Alembert.
L'objectif du regroupement est de mutualiser moyens et compétences en recherche fondamentale et appliquée. La synergie ainsi déployée doit renforcer l’excellence et la notoriété internationale des recherches effectuées dans les domaines de la mécanique, de l’acoustique et de l’énergétique.

## Directeurs
- Pierre-Yves Lagrée depuis le 1er janvier 2019[2]
- Stéphane Zaleski
- Gérard Maugin

## Effectifs
- Enseignants-chercheurs : 45
- Chercheurs : 21
- Personnels d'appui à la recherche : 17
- Post-doctorants : 14
- Doctorants : 78
- Emérites : 11